# Test the Best
Test the Best est le titre d'une fresque murale située à Berlin et réalisée dans sa première version en 1990. Plusieurs fois restaurée, elle est aussi connue sous le titre  de Test the Rest C'est une œuvre picturale de type graffiti, de la street artist allemande Birgit Kinder, réalisée sur un morceau du mur de Berlin, peu après l'effondrement du régime est-allemand.
Elle représente une trabant, voiture emblématique de l'Allemagne de l'Est pendant la Guerre froide. 

## Contexte historique et culturel

### Situation
Test the Best est peint sur la partie du mur de Berlin appelée East Side Gallery : cette portion est longue de 1,3 km qui se trouve du côté de la RDA, à l'est. A l'époque de la Guerre froide, cette portion était vierge de peinture et de graffitis, car il était interdit l'accès au mur de Berlin était strictement interdit et s'en approcher pouvait conduire à la prison. Du côté ouest en revanche, le mur était orné d'œuvres d'artistes occidentaux comme Keith Haring, Thierry Noir ou encore Yadegar Asisi. 
L'East Side Gallery se situe le long de la Spree, dans le quartier de Friedrichshain. Elle est l’une des plus longues sections du mur de Berlin encore debout. Après la chute du mur en 1989, cette portion a été recouverte de fresques réalisées par 118 artistes de 21 pays. L'inauguration officielle a eu lieu en 1990, et depuis, l’East Side Gallery est devenue un symbole de liberté, de paix et d’unité. Parmi les peintures les plus célèbres figurent Le Baiser fraternel (My God, Help Me to Survive This Deadly Love) de Dmitri Vrubel, représentant l’accolade entre le dirigeant soviétique Léonid Brejnev et et celui de la RDA Erich Honecker. Classée monument historique, l’East Side Gallery a subi plusieurs restaurations à cause du temps qui passe et du vandalisme. Elle reste l’un des sites touristiques les plus visités de Berlin.

### Le mur de Berlin: de la séparation au support artistique

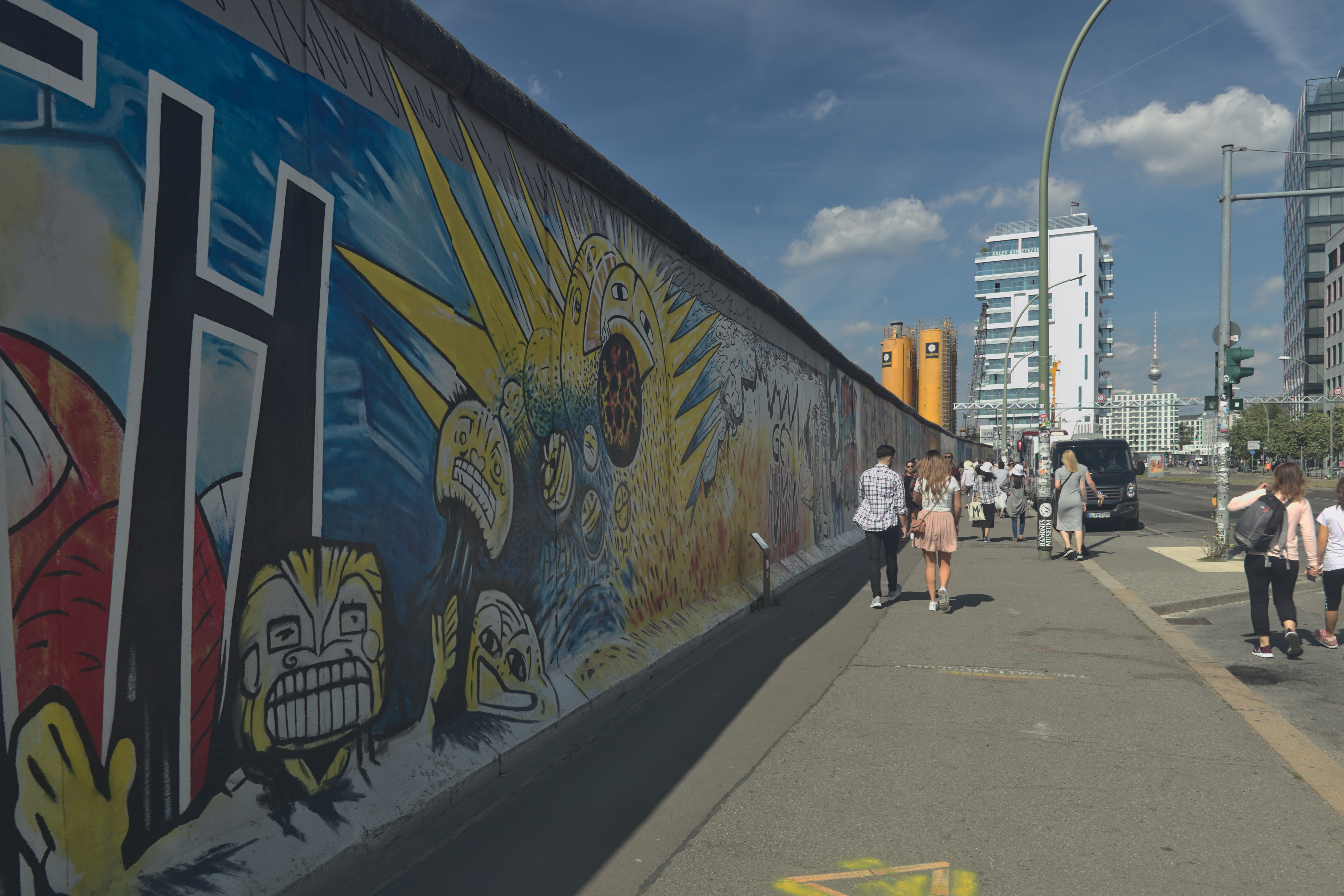
Vue de l'East Side Gallery en 2018

Au temps de la Guerre froide, le mur de Berlin est construit en 1961 sur ordre des autorités est-allemandes, séparait la ville en deux : d’un côté, l’Occident (Berlin-Ouest, sous influence occidentale avec le secteur français, britannique et américain) et de l’autre, l’Est, contrôlé par la RDA. Le mur était censé empêcher les Allemands de l'Est de fuir vers l'Ouest, où ils espéraient trouver plus de liberté et de meilleurs conditions de vie.
Les habitants de Berlin-Est ne pouvaient pas circuler librement et voyager à l’Ouest était quasiment impossible. Seule une poignée de privilégiés obtenaient des autorisations spéciales. Certains tentaient malgré tout de s’échapper, parfois en creusant des tunnels, en fabriquant des montgolfières, ou même en cachant des fugitifs dans une Trabant, la voiture emblématique de la RDA. 

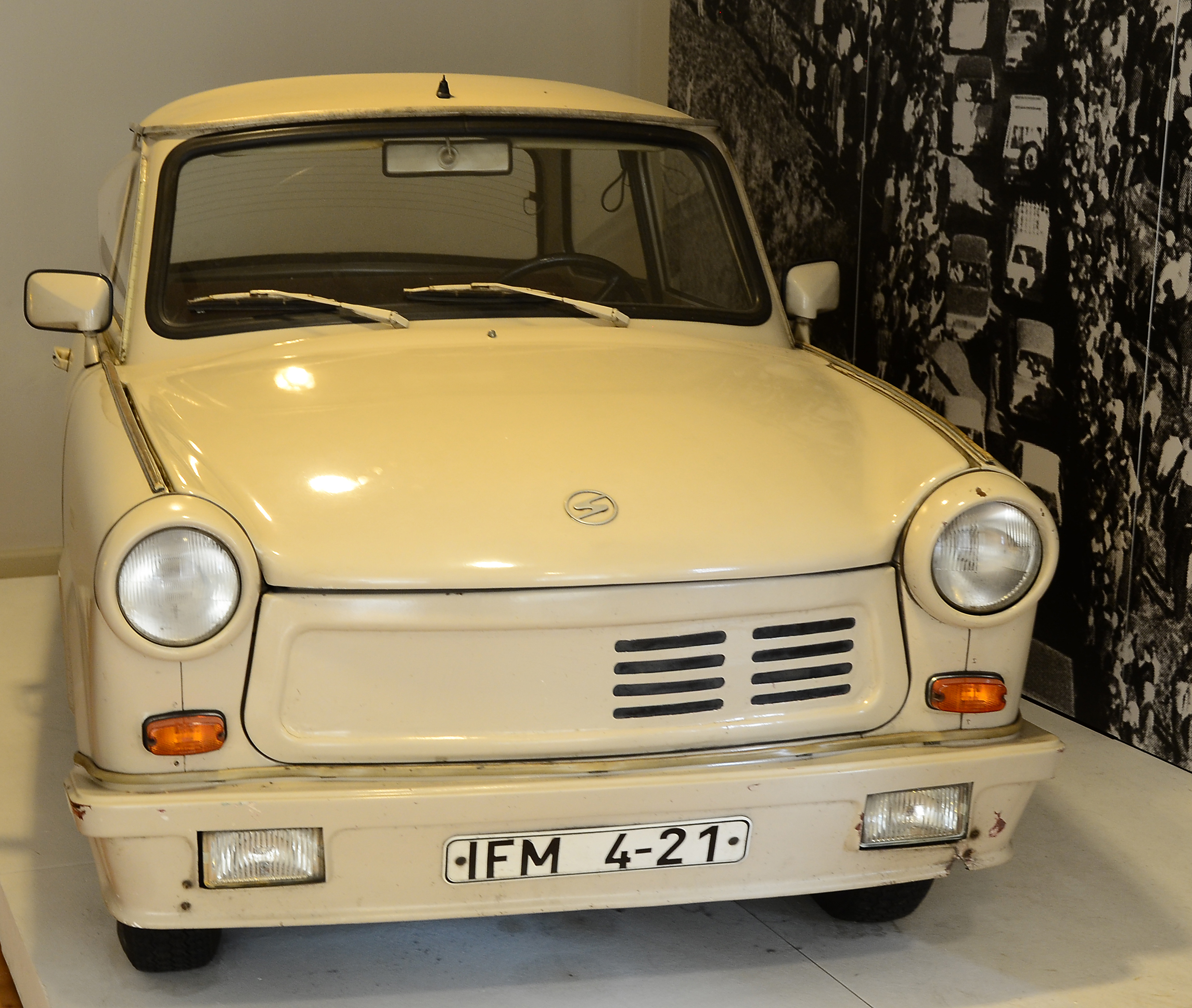
La Trabant 601 est le principal objet représenté sur la peinture murale.

Le « coin des suicidés » (Selbstmord-Ecke en allemand) était un surnom donné à une partie du mur de Berlin, située près du pont Bösebrücke, à la frontière entre les quartiers de Prenzlauer Berg (Est) et Wedding (Ouest). C'était un point de passage relativement moins surveillé que d'autres parties du mur. Certains habitants désespérés de Berlin-Est tentaient d’y fuir vers l’Ouest, mais beaucoup échouaient et étaient abattus par les gardes-frontières de la RDA. D’autres, privés de toute liberté, choisissaient cet endroit pour mettre fin à leurs jours, d’où son triste surnom.
Finalement, en 1989, après des années de restrictions et de révoltes, le mur est tombé, permettant aux Berlinois de retrouver leur liberté et de circuler à nouveau librement vers l’Ouest. 

### La Trabant
Le 9 novembre 1989, les autorités est-allemandes décident d'ouvrir une partie du mur de Berlin. Les caméras du monde entier filment ces centaines de Trabant aux couleurs désuètes franchir la frontière. La République démocratique allemande n'y survivra pas, et son industrie automobile non plus. En 1990, l'ouverture des marchés à la concurrence permet aux Allemands de l'Est de se ruer sur les Volkswagen, Opel et autres BMW d'occasion fabriquées à l'Ouest. L'antique Trabant 601, âgée de 26 ans, ne peut plus lutter, et son moteur deux-temps est de toute façon condamné par les normes anti-pollution. La dernière Trabant 601 est produite le 25 juillet 1990 à Zwickau. Au total 2 818 547 exemplaires auront été fabriqués.
Construite avec un matériau composite pour pallier le manque d'acier, la Trabant s'accordait bien avec la pénurie chronique en matières premières qui frappait la RDA. Pour pouvoir bénéficier d'une voiture en RDA (et dans tous les pays communistes), il fallait le « mériter », soit par de bonnes actions sociales, soit en dénonçant un contrevenant, soit encore en ayant un poste à responsabilités. Lors de la remise des clés à Zwickau, une grande réception était organisée, et tous les nouveaux propriétaires conviés. Mais avant d'y arriver, il fallait s'armer de patience : les délais de livraison étaient en moyenne compris entre dix et quinze ans dans les années 1980. La Trabant 601 était de loin la voiture la plus courante en Allemagne de l'Est.

### Genèse de l'œuvre
C'est en juillet 1990, peu de temps après la chute du mur de Berlin, que Birgit Kinder prépare le support puis commence à peindre sa fresque intitulée Test the Best. L'œuvre est terminée en moins d'un mois. En octobre 1990 a lieu l'inauguration officielle de l’East-Side Gallery : celle-ci devient un pôle d’attraction pour les touristes visitant Berlin ; elle commence à être recouverte de graffitis si bien qu'en novembre 1991, on décide de la protéger. Dès septembre 1996, les artistes restaurent eux-mêmes et à leurs frais les parties vandalisée. Test the Best est complètement repeinte. Mais elle est à plusieurs reprises vandalisée et restaurée durant les années qui suivent. En 2009, pour l’anniversaire de la chute du mur, elle est de nouveau nettoyée ; un nouveau titre lui est donné « Test the Rest » pour la cinquième version. En 2013 est organisée une manifestation pour protester contre la destruction des vestiges du mur pour construire un immeuble de résidence : la fresque est menacée. Elle est finalement sauvée de la destruction et l'East Side Gallery demeure aujourd'hui un lieu très visité de la capitale allemande.

### Une œuvre de street art?
En tant que peinture murale, Test the Best se rattache à la tradition muraliste d'artistes comme Diego Rivera. Par ses caractéristiques, son message engagé et son lieu d'exposition, elle s'inscrit également dans le mouvement du street art : réalisée dans l’espace public, elle est engagée et soumise aux dégradations. L'œuvre est visible par tous, sans limite. Comme beaucoup d’œuvres de street art, Test the Best a été dégradée et repeinte. En revanche, l'artiste a signé son travail de son vrai nom, sans utiliser de pseudonyme, comme le font beaucoup de street artistes. 

## Description et interprétation

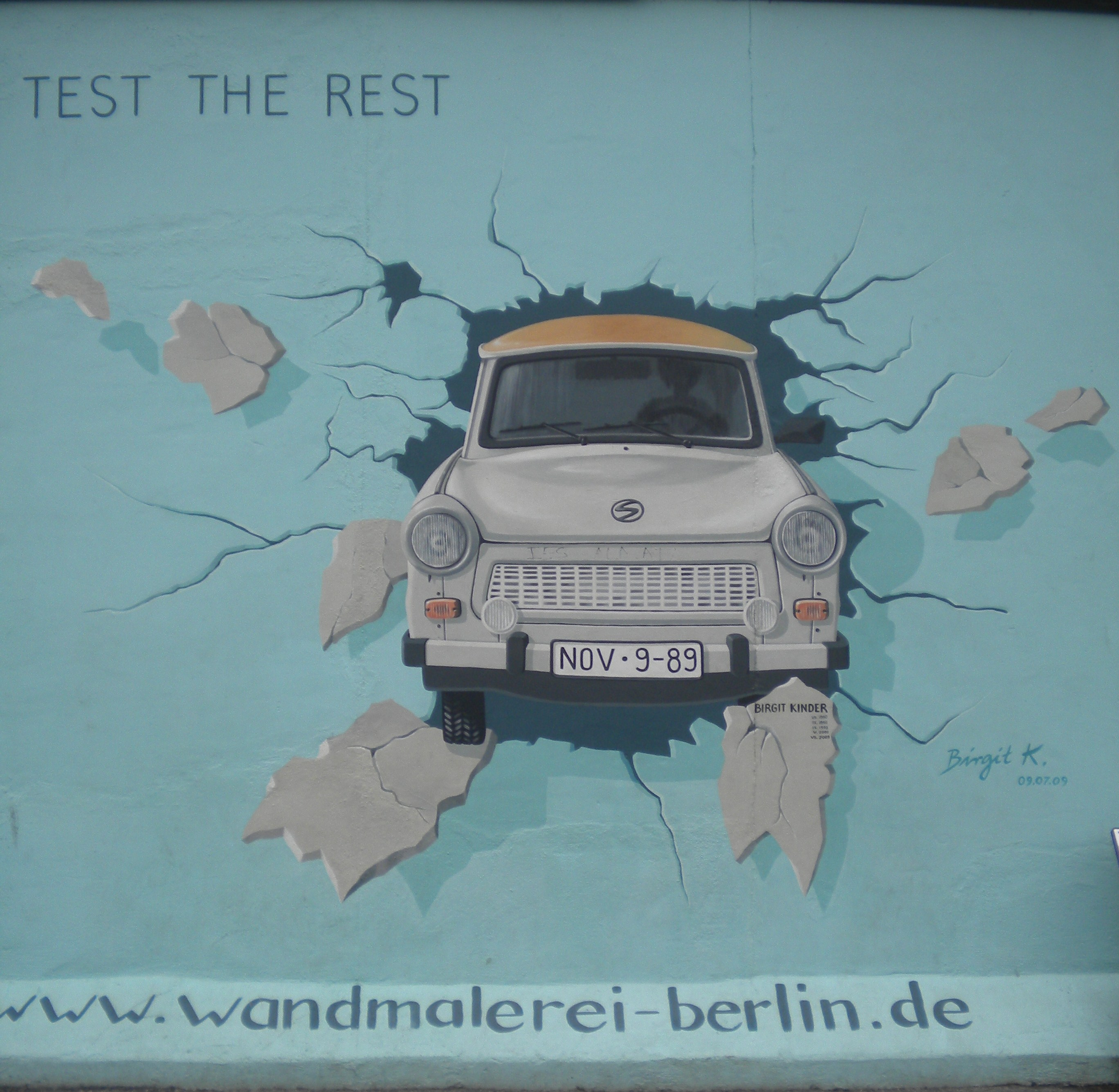
Birgit Kinder, Test the Rest, en 2010

### Première version (1990)
La première version de Test the Best a été réalisée en 1990 : elle représente une Trabant, la voiture du peuple et le symbole de l’Allemagne de l’Est entre 1957 et 1991. Dans son blog, Birgit Kinder indique qu'il s'agit de sa propre voiture, reprenant la même couleur. La Trabant arrive de face, elle semble défoncer le mur et se dirige droit sur le spectateur. La représentation de la voiture est relativement réaliste et l'artiste a figuré de nombreux détails : le pare-choc, les essuie-glace, les feux. La plaque d'immatriculation indique « IGW 7-21 ». En représentant sa voiture quasiment à l'échelle, Birgit Kinder renforce le caractère réaliste de sa peinture. 
Grâce à la technique du trompe l'œil, la voiture semble sortir du mur en béton. Elle est figurée à mi hauteur, comme si elle avait bondi ou bien pour renforcer l'effet de profondeur. Les lézardes, les ombres et les bouts de murs renforcent cette impression et ajoutent du dynamisme à la composition. Il n'y a aucune couleur chaude. L'ensemble se détache sur un fond uni bleu pâle : c'est une couleur douce et apaisante souvent associée à la tranquillité, il évoque un sentiment de paix et de bien-être. Cette couleur peut également rappeler le ciel et l’eau, invitant à la contemplation et à l’imagination. En Occident, il est parfois lié à l’enfance et à la candeur. L'ensemble couvre le mur sur toute sa hauteur, c'est-à-dire au moins trois mètres. L'artiste a utilisé de la peinture. 
En haut à gauche, Birgit Kinder a écrit « Test the Best », reprenant en anglais un slogan publicitaire vantant les produits occidentaux jugés supérieurs aux produits d'Europe orientale. Une marque de cigarettes invitait le client à essayer l'ouest (« Test the West »). Le nom de l'artiste figure en bas à droite. 

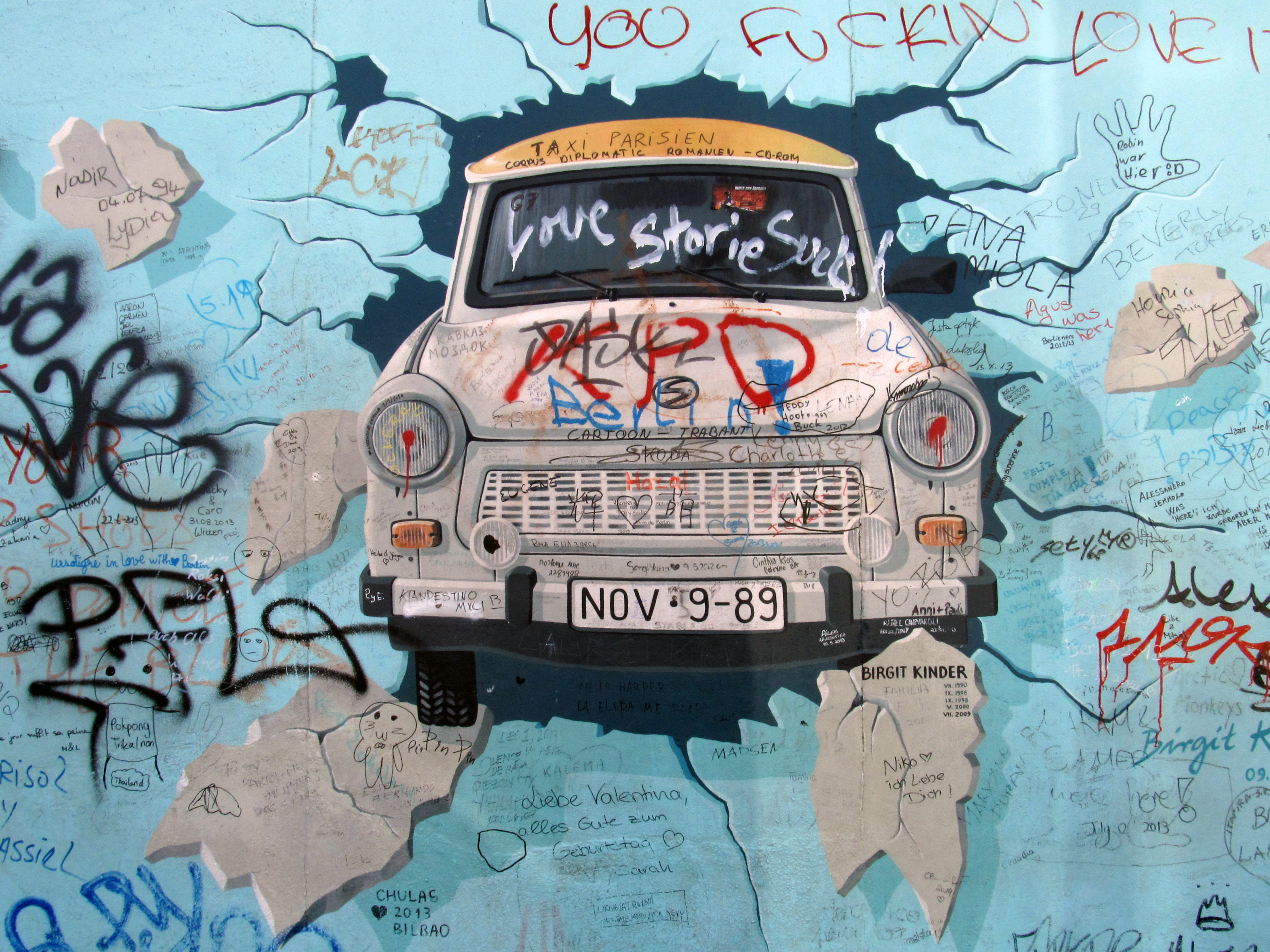
La peinture en 2014

### Version de 2009
En 2009, pour les vingt ans de la chute du mur de Berlin, l'œuvre est de nouveau nettoyée ; un nouveau titre est donné  à cette cinquième version : « Test the Rest » . Birgit Kinder a décidé de changer le titre d'une seule lettre, ce qui donne un nouveau sens à son travail : après vingt ans de réunification et de multiples dégradations, ce slogan appelle au repos.
L'artiste a procédé à d'autres changements par rapport à l'œuvre originale : la plaque d'immatriculation indique « NOV-9.89 ». Il s'agit de la date de la chute du mur de Berlin, le 9 novembre 1989. Un conducteur est représenté comme une ombre derrière le pare-brise. La lumière semble venir du coin en haut à gauche, comme le montrent les ombres portées. Le nom de l'artiste figure en caractères de petite taille juste en dessous de la roue gauche de la Trabant, accompagnée des dates des différentes versions : juillet 1990, octobre 1996, octobre 1998, mai 2000 et juillet 2009. L'artiste signe « Birgit K. 09.07.09». Enfin, une adresse internet est ajoutée tout en bas.

## Arts, Etats, pouvoir
L'œuvre illustre la fin de la division de l'Allemagne après la Guerre froide et symbolise la liberté ainsi que le changement politique. Elle offre également une critique subtile des inégalités socio-économiques entre les deux Allemagne. Elle a rejoint la mémoire collective et le patrimoine de Berlin car elle est aujourd'hui protégée et régulièrement restaurée.